# 굴무로드 할리모프
굴무로드 살리모비치 할리모프(타지크어: Гулмурод Салимович Ҳалимов, 1975년 5월 14일 ~ 2017년 9월 8일)는 타지키스탄의 이슬람주의자이다.

## 생애
타지키스탄 육군 중령 출신이며 특별임무경찰부대(OMON)에서 저격수로 복무한 경력을 갖고 있다. 2003년부터 2014년까지 타지키스탄에서 5차례에 걸쳐 진행된 미국의 대테러 연습에 참가했다.
2015년 4월에 시리아에서 실종되었다가 2015년 5월 28일에 이라크 레반트 이슬람 국가가 촬영한 영상에 등장했다. 시리아 내전 기간 동안에는 이라크 레반트 이슬람 국가에서 전쟁부 장관 계급을 받았다.
2015년 6월 3일에는 타지키스탄 검찰이 그에게 반역, 해외에서의 불법 군사 행동 혐의를 적용하여 구속 영장을 신청했다. 2015년 9월 29일에는 미국 국무부에서 지정한 제재 대상에 포함되었고 2016년 2월 29일에는 유엔 안전 보장 이사회에서 지정한 알카에다 관련 제재 대상에 포함되었다. 2017년 9월 8일 데이르에조르에서 일어난 러시아 군대의 공습으로 인해 사망했다.